# Casa Señán
La casa Señán es un edificio histórico situado en el municipio español de Córdoba, en la provincia homónima (Andalucía). Se encuentra ubicado en la plaza del Triunfo, en pleno casco histórico.

## Historia
A comienzos del siglo XX el fotógrafo granadino Rafael Señán González se instaló en Córdoba, abriendo una galería fotográfica de carácter turístico. Señán ya había arrancado su negocio años antes en la Alhambra, logrando un gran éxito que le llevó a abrir una sucursal fuera de Granada. La galería cordobesa recibió la denominación de «La Mezquita de Boabdil» y se ubicó en el n.º 129 de la calle Cardenal González —actualmente plaza del Triunfo—, junto a la antigua Mezquita.
En la galería se recreó un ambiente de estilo «arabizante» como decorado para los retratos. En la década de 1920 se amplió el tamaño del edificio, añadiendo más plantas y modificando el aspecto exterior para darle un aire más «morisco». El proyecto fue obra del arquitecto Félix Hernández. El estudio fotográfico se mantuvo en servicio bajo dirección de la hija mayor de Señán hasta la Guerra Civil, centrándose el negocio desde entonces —hasta 1987— en la venta de recuerdos.